# Maurice Buret
Maurice Buret, född 21 maj 1909 i Sèvres, död 23 augusti 2003 i Septeuil, var en fransk ryttare.
Buret blev olympisk mästare i dressyr vid sommarspelen 1948 i London.